# Ceratoides
Ceratoides es un género de plantas fanerógamas con nueve especies pertenecientes a la familia Amaranthaceae.
Está considerado un sinónimo del género Ceratocarpus.